# 더 레치드: 악령의 저주
《더 레치드: 악령의 저주》(영어: The Wretched)는 2019년 판타지아 영화제에서 최초 상영한 미국의 초자연 공포 영화이다.

## 줄거리
여성들 몸을 옮겨다니면서 사람들을 조종하고 잡아먹는가 하면 가족들을 나무에 가두고 그 존재를 잊게 만드는 한 마녀에게 대항하는 이야기이다.

## 출연

### 주연
- 존폴 하워드 - 벤 쇼 역
- 파이퍼 커다 - 맬러리 역
- 제이미슨 존스 - 리엄 쇼 역
- 아지 테스파이 - 세라 역
- 제라 말러 - 애비 역
- 케빈 비글리 - 타이 역

### 조연
- 가브리엘라 케사다 블룸가든 - JJ 역
- 리처드 엘리스 - 게이지 역
- 블레인 클로커럴 - 딜런 역
- 케이시 벨 - 코피타 경관 역

## 수상
- 2019년 제23회 판타지아 영화제 후보 장편 영화